# Ptilomymar orientalis
Ptilomymar orientalis är en stekelart som beskrevs av Taguchi 1972. Ptilomymar orientalis ingår i släktet Ptilomymar och familjen dvärgsteklar.
Artens utbredningsområde är Filippinerna. Inga underarter finns listade i Catalogue of Life.